# Cerkiew Wniebowzięcia Najświętszej Maryi Panny w Torkach
Cerkiew Wniebowzięcia Najświętszej Maryi Panny w Torkach – murowana parafialna cerkiew greckokatolicka, znajdująca się w Torkach.
Zbudowana na miejscu starszej, drewnianej cerkwi z 1671 w 1926. Parafia należała do greckokatolickiego dekanatu przemyskiego (przed I wojną światową do medyckiego).
Po II wojnie światowej przejęta przez kościół rzymskokatolicki. Obecnie służy jako kościół parafialny Wniebowzięcia Najświętszej Maryi Panny.

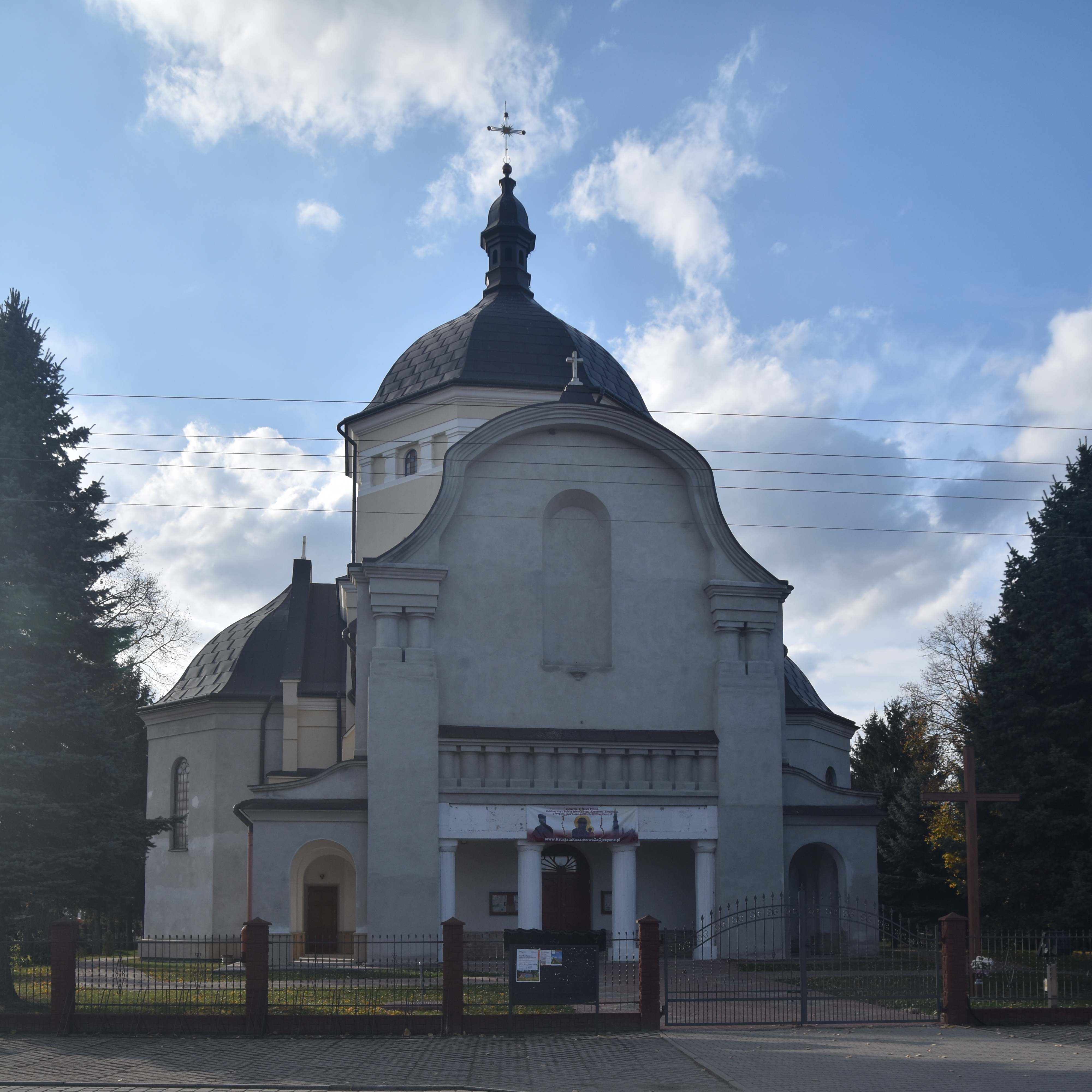
Elewacja frontowa
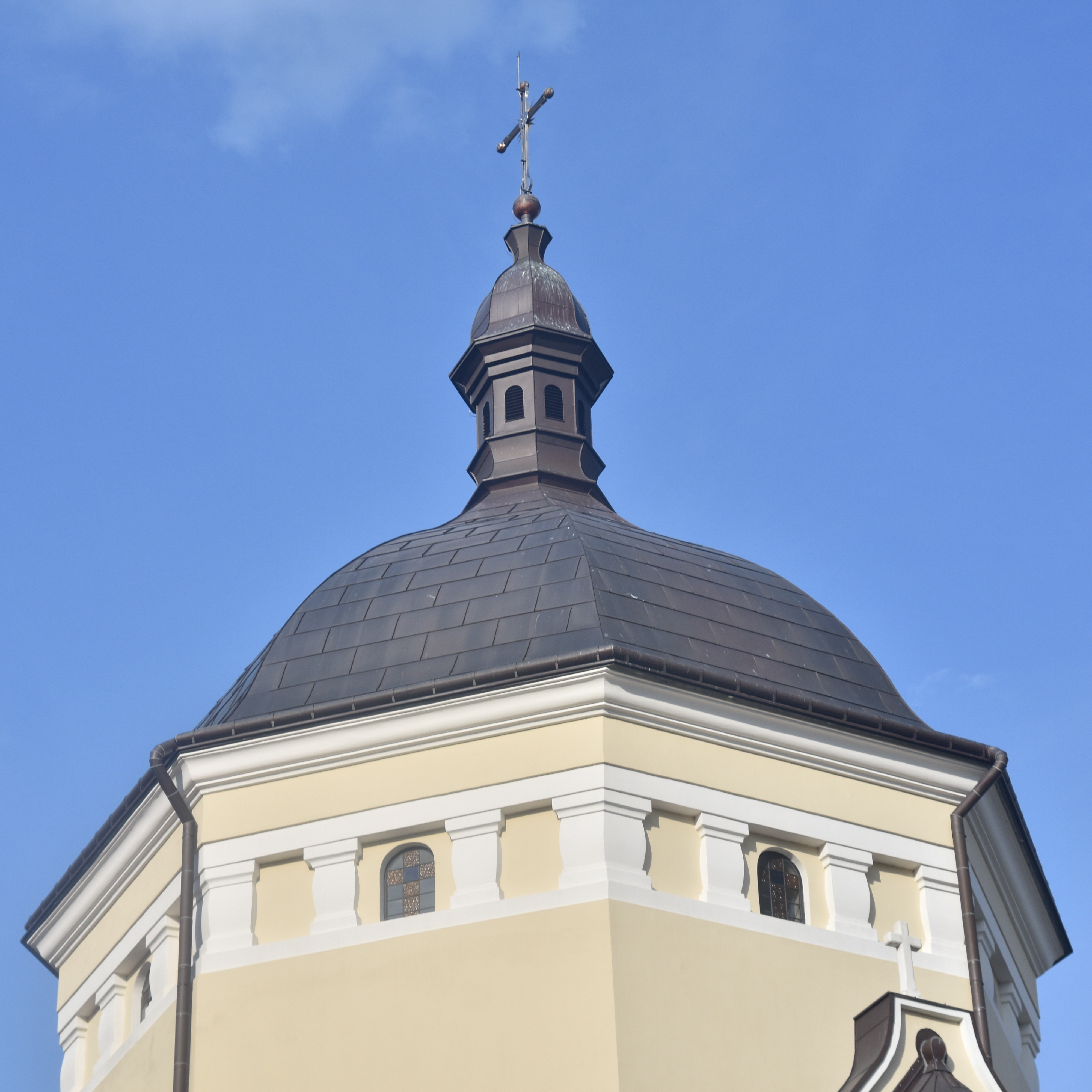
Zwieńczenie
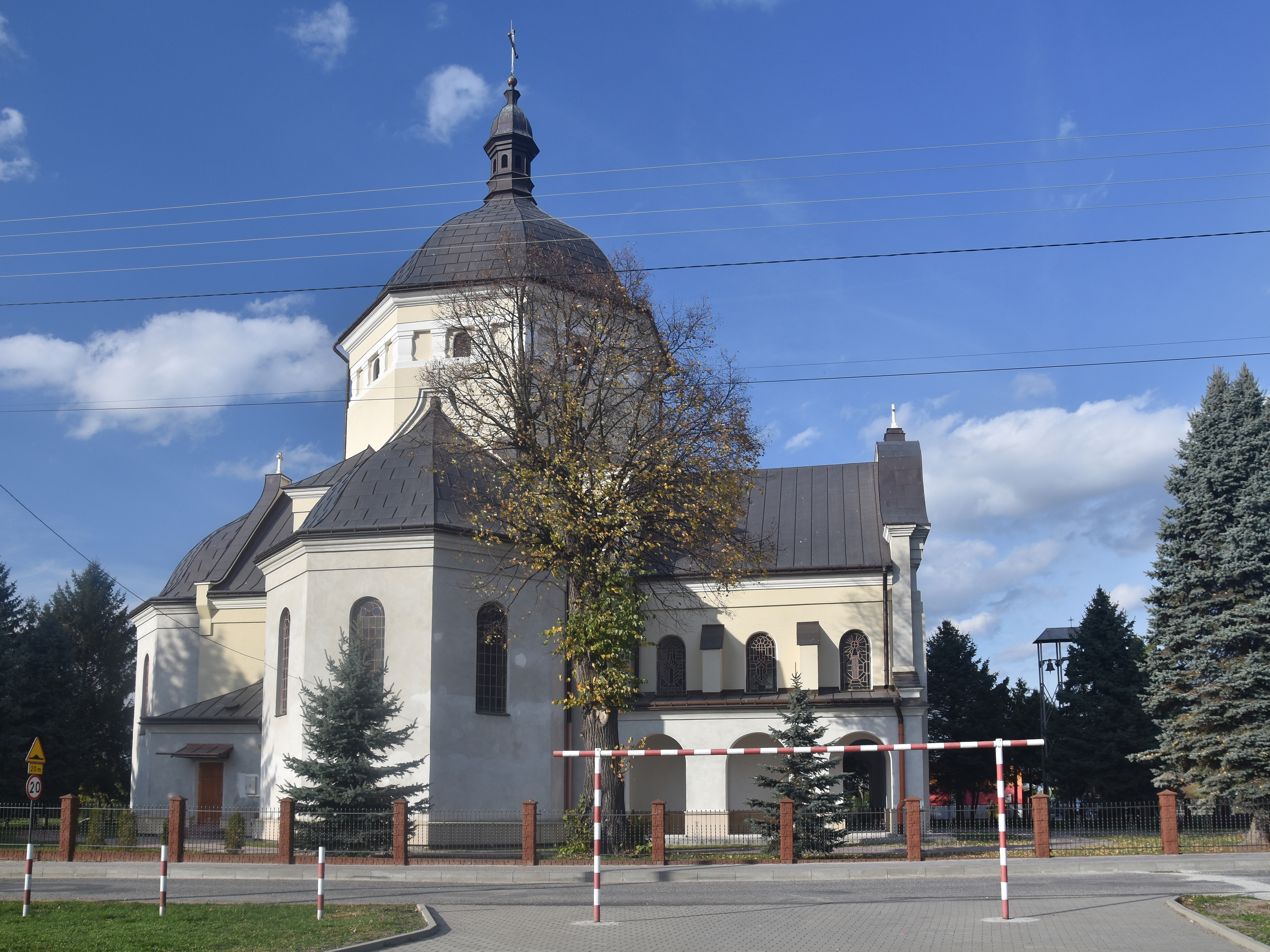
Elewacja południowa
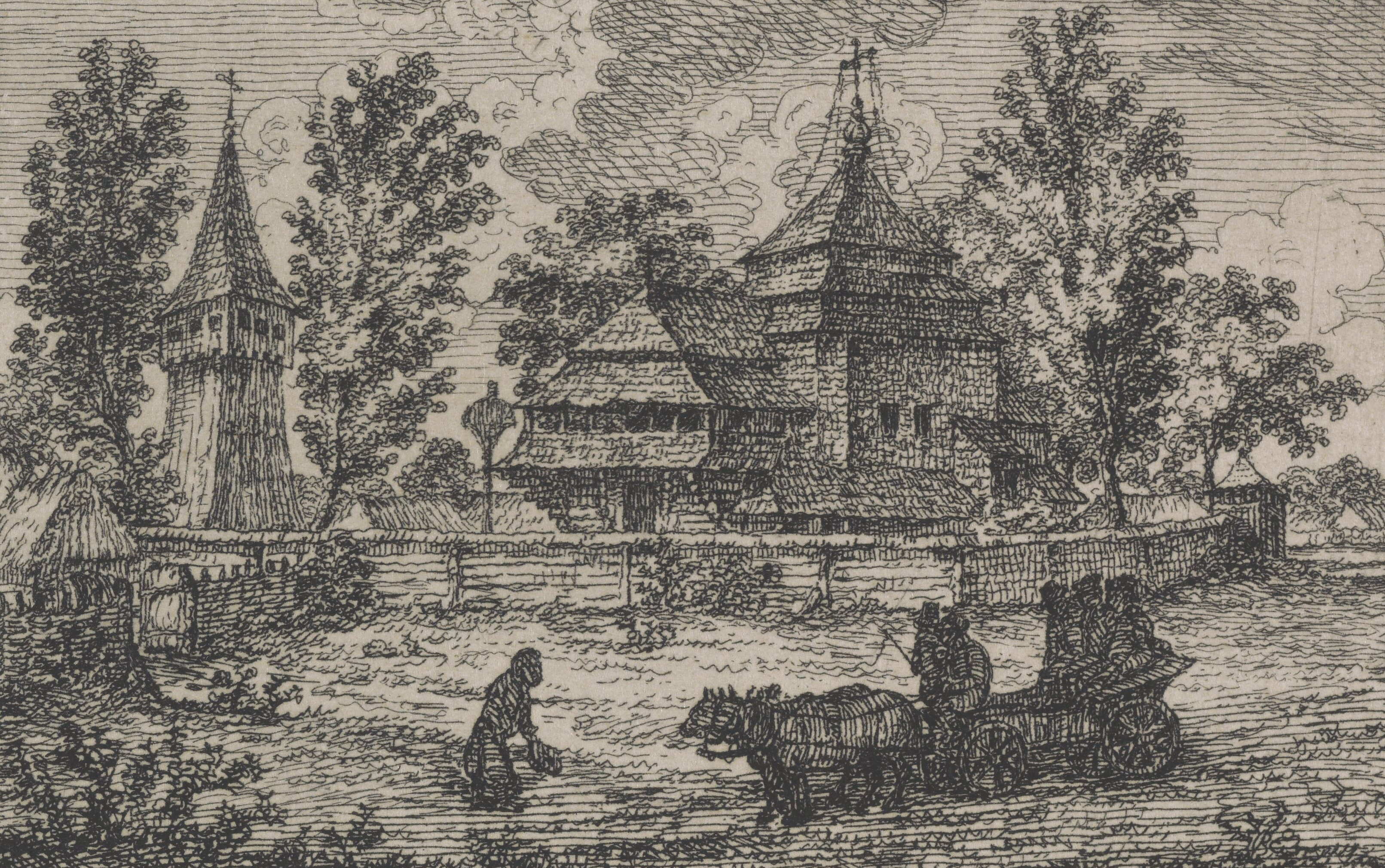
Stara cerkiew około 1838